# Pseudanophthalmus ohioensis
Pseudanophthalmus ohioensis är en skalbaggsart som beskrevs av Krekeler. Pseudanophthalmus ohioensis ingår i släktet Pseudanophthalmus och familjen jordlöpare. Inga underarter finns listade i Catalogue of Life.